# Kasidet Plookphol
Kasidet Plookphol (กษิดิ์เดช ปลูกผล; nascido em 25 de outubro de 1996), conhecido pelo apelido de Book (บุ๊ค) é um ator, cantor, modelo e apresentador de televisão tailandês. Ele é um ex-membro da boy band Cute Chef da JomeFam. Ele é mais conhecido por seus papéis em Enchanté (2022), A Boss and a Babe (2023), Only Friends (2023) e Perfect 10 Liners (2024).

## Início da vida e educação
Kasidet nasceu e foi criado em Banguecoque, Tailândia. Ele completou sua educação primária na Patai Udom Suksa School e sua educação secundária na Sarawittaya School. Mais tarde, ele recebeu seu diploma de bacharel pela Faculdade de Engenharia da King Mongkut's University of Technology Thonburi.

## Carreira
Em 2018, ele começou sua carreira como membro do grupo masculino Cute Chef sob o comando do JomeFam durante seus anos de universidade, incluindo seu colega artista do GMMTV, Sahaphap Wongratch (Mix).
Em 2020, Book foi contratado como artista pela agência de produção e talentos GMMTV. Nesse mesmo ano, ele fez sua estreia como ator na televisão como personagem coadjuvante na série Friend Forever e fez uma participação como ele mesmo no filme Pojaman Sawang Ka Ta.
Em 2022, Book conseguiu seu primeiro papel principal como Theo na série Enchanté ao lado de Force Jiratchapong Srisang. Book e Force rapidamente se tornaram populares como "ForceBook", um dos chamados "casais estabelecidos" da GMMTV, ou atores que frequentemente aparecem juntos em séries românticas e, adicionalmente, participam de shows, fanmeetings, eventos promocionais e entrevistas juntos. Antes de sua parceria na tela, eles já são amigos próximos que frequentaram a mesma escola do jardim de infância ao ensino médio.
Em 2023, Book estrelou em A Boss and a Babe como Cher, um jogador que quer se destacar na indústria de e-sports. No entanto, seus planos são drasticamente alterados quando ele é obrigado a estagiar em uma empresa onde seu chefe Gun (Force Jiratchapong) o faz fazer algumas tarefas bem estranhas, confundindo Cher sobre suas verdadeiras intenções. No mesmo ano, Book e Force reprisaram seus papéis em Our Skyy 2 e estrelaram em Only Friends.
Em 2024, Kasidet continuou seus trabalhos de atuação aparecendo em Only Boo! e Peaceful Property, também desempenhando um papel principal em Perfect 10 Liners (2024) junto com Jiratchapong Srisang.
Além de seus trabalhos como ator, ele participou cantando diversas trilhas sonoras para séries de televisão. Ele também esteve envolvido em diversas parcerias com marcas. Em janeiro de 2024, ele compareceu à Dolce & Gabbana Party durante a Milan Menswear Outono/Inverno 2024-2025 em Milão, Itália, junto com Jiratchapong Srisang.
Em 2025, ele estreou como dublador, dando voz ao inspetor Rikuo Hasebe na versão tailandesa do filme de mistério animado japonês Detective Conan: One-eyed Flashback. Em seguida, ele também participou como um dos principais artistas do show Love Out Loud Fan Fest 2025: LOVEMOSPHERE.

## Filmografia

### Cinema
| Ano  | Título                              | Personagem            | Notas                 |
| ---- | ----------------------------------- | --------------------- | --------------------- |
| 2020 | Pojaman Sawang Ka Ta                | Ele mesmo             | Papel recorrente      |
| 2025 | Detective Conan: One-eyed Flashback | Inspetor Rikuo Hasebe | Dublagem em tailandês |

### Séries de televisão
| Ano  | Título               | Personagem    | Notas            | Canal |
| ---- | -------------------- | ------------- | ---------------- | ----- |
| 2020 | Friend Forever       | Kit           | Papel recorrente | GMMTV |
| 2022 | Enchanté             | Theo          | Papel principal  | GMMTV |
| 2022 | Vice Versa           | Noivo         | Papel convidado  | GMMTV |
| 2022 | The Three GentleBros | Sun           | Papel recorrente | GMMTV |
| 2023 | A Boss and a Babe    | Cher/Laem     | Papel principal  | GMMTV |
| 2023 | Our Skyy 2           | Cher/Laem     | Papel principal  | GMMTV |
| 2023 | Only Friends         | Mew           | Papel principal  | GMMTV |
| 2024 | Only Boo!            | Shone         | Papel recorrente | GMMTV |
| 2024 | Peaceful Property    | Vicha Kannula | Papel convidado  | GMMTV |
| 2024 | Perfect 10 Liners    | Arm           | Papel principal  | GMMTV |
| TBA  | Melody of Secrets    | Botphleng     | Papel principal  | GMMTV |